# 1960년대
1960년대는 1960년부터 1969년까지를 가리킨다.
전후 세대(베이비 붐)를 맞이하게 된 연대이자 경제적으로는 제2차 세계 대전 이후 발전 및 성장기의 과정을 거치는 시기였기 때문에 경제의 태동연대라고도 불린다. 68운동과 히피로 대표되는 저항의 시대로도 여겨지며 성적, 문화적, 정치적 자유주의가 확산된 때이기도 하다. 이때를 기점으로 서구권이 사회적으로 많은 변화를 겪어 현재 시대의 자유주의적이고 개방적인 모습으로 변했다. 또한 현재 존재하는 여러 제품과 물건들의 기본 형태도 이때부터 본격적으로 잡혔다. 또 비틀즈 등 영국의 밴드들이 대중음악과 세계 문화의 판도를 완전히 바꿔놓기도 했다.

## 사건
- 이 시기에 냉전이 극에 치닫게 된다.
- 미국의 격동기: 흑인 인권 운동, 여성 해방 운동, 히피 운동, 성소수자 인권 운동이  진행되다. (젊은이의 반란)
- 미국에서 존 F. 케네디 대통령과 마틴 루서 킹 주니어, 맬컴 엑스, 로버트 F. 케네디가 암살당하다.
- 한국전쟁으로 일본의 경제가 급격히 발전하다.
- 아프리카의 해: 많은 아프리카 국가들이 독립하였다.
- 청나라의 마지막 황제 푸이가 사망.
- 미국 뉴욕주에서 3일간의 최대의 록 축제 우드스탁 페스티벌이 열리다.
- 4.19 혁명이 일어나다.
- 베트남 전쟁이 극에 치닫게 되었다.
- 필리핀, 말레이시아, 싱가포르, 인도네시아, 태국 등 5개국, 동남아시아 국가연합(ASEAN) 결성
- B-29 슈퍼포트리스가 퇴역했다.
- 일본에서 전후 민주주의 운동이 발전하고 TV에서 철완 아톰이 방영되어 일본 애니메이션이 디즈니에 대항하는 하나의 문화 장르로 상승하는 초석을 만들었다.
- 제2차 바티칸 공의회가 개최되어 교황청 차원에서 세계 평화에 일조하는 길을 열어 준다.
- 타이의 전봇대를 사각으로 바꾸다.
- 이 시기에 수많은 독립국가들이 유엔에 가입하다.
- 이 시기에 가상화라는 정의가 나온다.
- 프랑스 68혁명이 일어난다.
- 중국의 문화대혁명이 일어난다.
- 트위기가 패션의 아이콘이 된다.
- 비달 사순의 헤어컷이 큰 인기를 끈다.
- 브리티시 인베이전이 일어난다.
- 1969년 아폴로 11호가 달에 착륙하여 닐 암스트롱과 버즈 올드린이 달 표면을 걸은 최초의 인간이 되다.

## 같이 보기
- 베이비붐 세대